# Andreas Müller (ciclista)
Andreas Müller (Berlín, Alemania Oriental, 25 de noviembre de 1979) es un deportista austríaco que compite en ciclismo en las modalidades de pista, especialista en la prueba de scratch, y ruta.
Ganó dos medallas en el Campeonato Mundial de Ciclismo en Pista, plata en 2013 y bronce en 2009, y una medalla de oro en el Campeonato Europeo de Ciclismo en Pista de 2014. En los Juegos Europeos de Minsk 2019 obtuvo una medalla de bronce en la prueba de madison.

## Medallero internacional
| Campeonato Mundial | Campeonato Mundial     | Campeonato Mundial | Campeonato Mundial |
| Año                | Lugar                  | Medalla            | Competición        |
| ------------------ | ---------------------- | ------------------ | ------------------ |
| 2009               | Pruszków (Polonia)     | Medalla de bronce  | Scratch            |
| 2013               | Minsk (Bielorrusia)    | Medalla de plata   | Scratch            |
| Juegos Europeos    |                        |                    |                    |
| Año                | Lugar                  | Medalla            | Competición        |
| 2019               | Minsk (Bielorrusia)    | Medalla de bronce  | Madison            |
| Campeonato Europeo |                        |                    |                    |
| Año                | Lugar                  | Medalla            | Competición        |
| 2014               | Baie-Mahault (Francia) | Medalla de oro     | Madison            |

## Palmarés
2001
- 1 etapa del Tour de Berlín

2006
- GP Buchholz

2007
- 1 etapa del International Cycling Classic

2009
- 1 etapa del International Cycling Classic

2015
- 1 etapa del An Post Rás